# أنطوان السبعلاني
أنطوان هوّاش السِّبعَلاني (1936) شاعر ومعلم وناشط نقابي لبناني. ولد في سبعل من قضاء زغرتا. تعلم في مدرسة الإخوة في طرابلس. بدأ التعليم عام 1956 في عدّة مدارس في طرابلس حتى صرف من الخدمة حيث كان في مدرسة كفريا شيت سنة 1984. فانتقل إلى التدريس في الجامعة اليسوعية. حصل على إجازة الأدب العربي 1964. انتُخب نقيبًا للمعلمين سنة 1970 وأسّس في كل محافظة لبنانية فرعًا للنقابة. يعد أحد أعلام الشعر العربي الكلاسيكيّ في لبنان.

## سيرته
ولد أنطوان هوّاش السَّبعَلاني سنة 1936 في بلدة سبعل من قضاء زغرتا ونشأ بها. تلقى تعليمه الابتدائية والتكميلية والثانوية في مدرسة الفرير بطرابلس. ثم حصل على إجازة في الأدب العربي من جامعة القديس يوسف في بيروت سنة 1964.
اشتغل بالتدريس، وبدأ التعليم عام 1956 في مدرسة الفرير والقلبين الأقدسين في طرابلس وفي مدرسة راهبات الناصرة في كفرزينا. وبعد نشوب الحرب الأهلية اللبنانية، انتقلت مدرسة الفرير من طرابلس إلى زغرتا حيث علّم فيها، وبعد تشييد معهدها في كفريا شيت صرفته الإدارة من التعليم عام 1984. وقد درّس أيضًا في الجامعة اليسوعية في طرابلس.

ثم في عام 1985، انتقل إلى مدرسة الريف أيطو، وبعدها إلى مدارس بيروت حيث درّس سنة واحدة في مدرسة سان شارل في الفياضية، ومن بعدها إلى مدرسة الآباء الكبوشيين. درّس بعض الساعات في ثانوية النهضة – بيت شباب.

وله نشاط نقابي للمعلمين، وقد مثّل معلمي الشمال في نقابة معلّمي المدارس الخاصة 1961، ثم انتخب نقيباً للمعلمين في مارس 1970 حتى 1992. أسّس في كل محافظة لبنانية فرعًا للنقابة. له قصيدة بعنوان «أَلْمُعلِّمُ الأَجيرْ»»
التي تسببت في صرفه من الخدمة وكانت محاكمته التي دامت 17 عاماً وتطوع له فيها 70 محامياً.

## حياته الشخصية
متأهل من جورجيت موسى جرجي ولهما: بيار، وشادي وناتالي،

## جوائزه وتكريمه
- 2011: كرّمته اللقاء الثقافي في زغرتا.[7][8]

## مؤلفاته
من دواوينه:
- «خبز ومطر»، 1971
- «صلاة فلسطينية»
- «أصداء ملوّنه»، 1981
- «النورس آتٍ غدًا»، 1983
- «وجع الخيام»، 2005
- « أسئلة في الشمس والكبرياء»، 2008
- «رَجْعُ المنابر»، 2012

من كتبه:
- «قضية السبعلاني: المحاكمة 1 المعلم الاجير»، 2008
- «النقابي»، 2009
- «رسالاتُ حبٍّ كثار»، 2010